# 美丽决明
美丽决明（学名：Senna spectabilis）为豆科决明属下的一个种。其种加词“spectabilis”意为“显著的”，“引人注目的”。

## 分佈
本種原生於中南美，現已引入到非洲、亞洲及大洋洲的熱帶地區。